# Melanotaenia lakamora
Melanotaenia lakamora Allen & Renyaan, 1996, conosciuto comunemente come pesce arcobaleno di Lakamora è un pesce d'acqua dolce appartenente alla famiglia Melanotaeniidae.

## Distribuzione e habitat
Questa specie è endemica delle acque dolci dei laghi Lakamora e Aiwaso in Nuova Guinea Occidentale, Indonesia.